# Вальтер, Бальтазар
Бальтазар Вальтер (нем. Balthasar Walther, 1558 — ок. 1631) — немецкий врач, каббалист и философ, сотрудничавший с Якобом Бёме. Его образ нашёл отражение в литературе (1980) и кино (1988).

## Биография
Бальтазар Вальтер родился в г. Легница, Силезия (ныне Польша), изучал медицину в университете Франкфурта. В 1597—1599 годах путешествовал в Африку и Святую Землю, где изучал каббалу в группах из Цфата и других местах, в том числе среди последователей Исаака Лурии. Через несколько лет по возвращении в Европу познакомился с Якобом Бёме, с которым занимался исследованиями в 1619-20 годах, оказав влияние на его работы. Умер в Париже около 1631 года.

## Труды
- Работа по религиозной поэзии — Ode | Dicolos Tetrastrophos, totum re-|demtionis opus, à Christo Seruatore nostro hu-|mano generi praestitum, breuiter com-|plectens … (Zerbst: Faber, 1585).
- Биография Михая Храброго — BREVIS ET VERA | DESCRIPTIO | RERVM AB | ILLVST. AMPLISS. | ET FORTISS. MILITIAE | CON-|trapatriæ suæ Reiq[ue] Pub. Christianæ hostes | Duce ac Dn. Dn. Jön Michaele, Mol-|dawiæ Transalpinæ sive VValachiæ | Palatino gestarum, | In eiusdem aula Tervvisana fideliter collecta | opera & studio. (Görlitz: Rhambau, 1599).
- Ψυχολογια Vera I. B. T. XL Quæstionibus explicata, et rerum publicarum vero regimini: ac earum Maiestatico iuri applicata, a Iohanne Angelio Werdenhagen I.C.C. (Amsterdam: Jansson, 1632). Эта работа фактически вышла под авторством Якоба Бёме, которому Вальтер предложил 40 вопросов о природе человеческой души. Первое издание было сделано Иоганном Верденхагеном, другом Бальтазара Вальтера.

## В культуре
Бальтазар Вальтер стал прототипом главного героя романа Фредерика Тристана «Героические злоключения Бальтазара Кобера» (1980), по которому в 1988 году польский режиссёр Войцех Хас снял фильм «Невероятное путешествие Бальтазара Кобера» (Niezwykła podróż Baltazara Kobera, Les Tribulations de Balthazar Kober).